# Evansville Thunder
Gli Evansville Thunder sono stati una franchigia di pallacanestro della CBA, con sede a Evansville, nell'Indiana, attivi tra il 1984 e il 1986.
Nel 1984 vennero brevemente allenati da Jerry Sloan.

## Stagioni
| Stagione | Lega | Denominazione      | V  | P  | %    | Piazzamento | Play-off               |
| -------- | ---- | ------------------ | -- | -- | ---- | ----------- | ---------------------- |
| 1984-85  | CBA  | Evansville Thunder | 23 | 25 | 47,9 | 2º          | Semifinale di division |
| 1985-86  | CBA  | Evansville Thunder | 25 | 23 | 52,1 | 2º          | Semifinale di division |